# Charles Dupuy
Charles Alexandre Dupuy (Le Puy-en-Velay, 5 de noviembre de 1851-Illa (Rosselló), 23 de julio de 1923) fue un político francés, tres veces primer ministro de la República Francesa.

## Biografía
Nació en Le Puy-en-Velay, en el departamento del Haute Loire, siendo su padre un oficial de baja graduación. Tras un período como profesor de filosofía en provincias fue designado inspector educativo, obteniendo un conocimiento útil sobre las necesidades del sistema educativo francés. En 1885 fue elegido para la cámara por los republicanos oportunistas. Después de actuar como reportero para el presupuesto de Instrucción Pública fue nombrado ministro del ramo en 1892, durante el mandato de Alexandre Ribot. En 1893 fue primer ministro, formando su propio gabinete y ocupando también la cartera de Interior, pero dimitió en noviembre del mismo año y el 5 de diciembre fue elegido presidente de la cámara. Como anécdota cabe decir que durante su primera semana en el cargo un anarquista, Vaillant (que había conseguido acceder a la cámara), lanzó una bomba contra el presidente, a lo que Dupuy respondió de forma calmada "Señores, la sesión continúa", ganando mucho crédito.
Volvió a ser primer ministro en mayo de 1894, además de ministro del Interior, y estuvo al lado del presidente Carnot cuando este fue mortalmente apuñalado en Lyon. Entonces se postuló para la presidencia, pero fue derrotado y permaneció como primer ministro hasta enero de 1895; durante su mandato Alfred Dreyfus fue arrestado y condenado, y la sombra de dicho caso se lanzó sobre Dupuy y otros miembros de su gobierno, pero tras la remisión del caso a la corte de casación por Henri Brisson, formó un gobierno de concentración republicano.
En vista de la posibilidad de que la corte de casación decidiese en favor de Dreyfus, se pensó que el nuevo gabinete de Dupuy sería lo bastante fuerte para reconciliarse con la opinión pública con el resultado; pero, para sorpresa de muchos, Dupuy propuso una ley transfiriendo la decisión a una corte formada por todas las secciones de la corte de casación. Este acto arbitrario, fue utilizado como un intento de mantener la resolución de la corte marcial. En el ínterin el presidente Félix Faure (que era detractor de Dreyfus) murió, y la ascensión a la presidencia de Émile Loubet ayudó a aplacer a la opinión pública. El pleno de la corte de casación decidió que debería haber una nueva corte marcial, a la vez que Dupuy dimitió (junio de 1899). En 1900 fue elegido senador por Alto Garona.
Aunque ninguno de sus mandatos fue exitoso, sirvió, en su posición de primer ministro, como presidente en funciones en tres ocasiones.
En junio de 1900 fue elegido senador por la Alta Saboya. Si bien ninguna de las candidaturas presidenciales de Dupuy tuvo éxito, en su calidad de primer ministro ejerció -eso sí- como presidente interino de la República Francesa en tres ocasiones durante vacantes.